# Teucholabis (Teucholabis) projecta
Teucholabis (Teucholabis) projecta is een tweevleugelige uit de familie steltmuggen (Limoniidae). De soort komt voor in het Neotropisch gebied.